# 窦勋
竇勋（?—?），东汉扶風平陵（今陝西咸陽西北）人，窦融之孙，竇穆之子。漢章帝竇皇后之父。

## 生平
窦勋娶东海恭王刘彊之女沘阳公主。曾任城门校尉。永平五年（62年），其父窦穆矫称太后阴丽华诏，令六安侯离婚。被汉明帝免除官职。窦融死后，谒者奏窦穆父子心怀怨望，遂被遣归本郡。只有窦勋因为是沘阳公主的夫婿而得以留在京师。窦穆贿赂小吏，和儿子竇宣以罪下平陵狱而死。竇勋也死在洛阳狱。之后，汉明帝下诏还窦融夫人和小孙一人居洛阳家舍。永平十四年（71年），封窦勋弟窦嘉为安丰侯，食邑二千户，奉窦融之后。

## 家族
- 扶风窦氏世系图

### 子
- 冠军侯窦宪
- 郾侯窦笃
- 汝阳侯窦景
- 罗侯窦瓌

### 女
- 章德竇皇后
- 窦贵人